# مصنوعی‌سازی

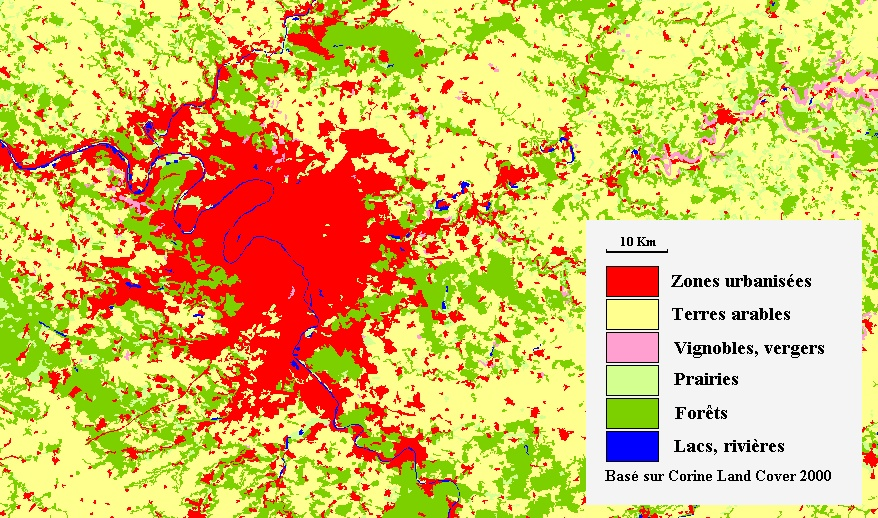
ایل-دو-فرانس

مصنوعی‌سازی خاک، محیط زیست، زیستگاه طبیعی یا نیمه‌طبیعی، به معنای از دست دادن ویژگی‌های آن است. از جمله طبیعی بودن آن، کیفیتی که شامل ظرفیت خودپایدار برای پناه دادن به تنوع زیستی خاص، چرخه‌های طبیعی (کربن، نیتروژن، آب، چرخه‌های اکسیژن و غیره) و ویژگی‌های بیوژئوشیمیایی (به عنوان مثال، جذب کربن) می‌شود. این امر عموماً با از دست دادن ظرفیت خودترمیمی از سوی محیط زیست (کاهش تاب‌آوری بوم‌شناختی) همراه است.

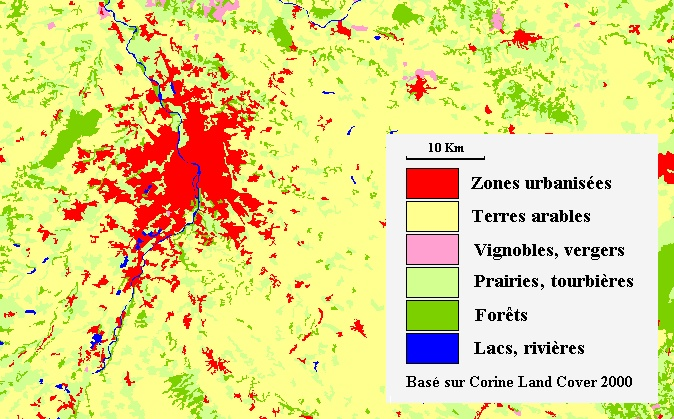
تولوز

مصنوعی‌سازی اغلب به ناپدید شدن فضاهای طبیعی زیر بتن یا قیر، در طول ساخت ساختمان‌ها (آپارتمان‌ها، هتل‌ها، خانه‌ها، مغازه‌ها، صنایع، پارکینگ‌ها) یا شبکه‌های حمل‌ونقل خلاصه می‌شود. اگرچه آب‌بندی خاک بخش بزرگی از مصنوعی‌سازی زمین است، اما به‌طور کلی، زمانی اتفاق می‌افتد که محیط‌های طبیعی به شدت توسط انسان تغییر شکل داده شوند. به عنوان مثال، امکانات تفریحی و ورزشی (فضاهای سبز، زمین‌های گلف، زمین‌های ورزشی، پیست‌های موتورکراس، تفریحگاه‌های ورزشی زمستانی و غیره)، کانال‌ها، خاکریزهای جاده‌ای و نور مصنوعی هر کدام می‌توانند منجر به تله‌های بوم‌شناختی و سایر اثرات، مرگ‌ومیر حیوانات در جاده‌ها، آلودگی نوری و غیره شوند و همچنین می‌توانند منجر به ایجاد زیستگاه‌های جدید شوند. همچنین می‌توان به مناطقی که برای اهداف نظامی توسعه یافته‌اند (میدان‌های آزمایش نظامی، تونل‌های زیرزمینی، استحکامات، شیب حصارها، سرزمین‌های بی‌طرف و غیره) اشاره کرد.

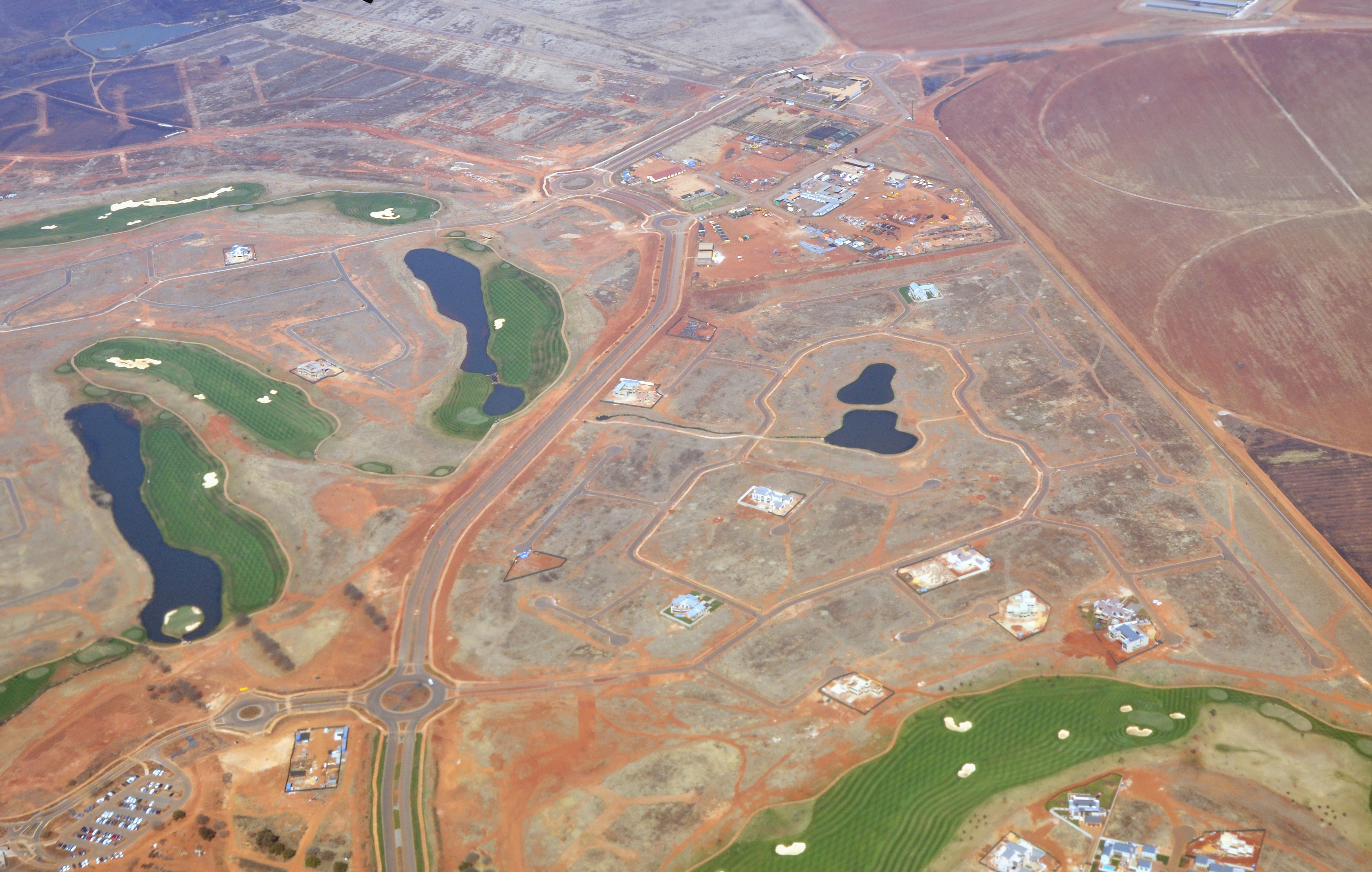
زمین‌های گلف و محصولات کشاورزی در آفریقای جنوبی

در اروپا در سال ۲۰۱۵، مساحت زمین‌های مهر و موم شده از یک میلیون کیلومتر مربع نیز فراتر رفت، که این معادل ۲٫۳٪ از مساحت اتحادیۀ اروپا و ۲۰۰ متر مربع به ازای هر ساکن (بیش از ۵۰۰۰۰ کیلومتر مربع و ۹٫۴٪ از خاک فرانسه) می‌شود. به‌طور متوسط، روزانه ۱۶۵ هکتار یا ۱٬۶۵۰٬۰۰۰ متر مربع از بیوتوپ‌ها و زمین‌های کشاورزی در فرانسه تخریب شده و با جاده‌ها، مسکن و پارک‌های تجاری جایگزین می‌شوند، که بخشی از پدیدهٔ گسترش بی‌رویهٔ شهری است. بین سال‌های ۲۰۰۵ تا ۲۰۱۵، این مساحت تقریباً ۶۰۰۰ کیلومتر مربع بود، یعنی به اندازهٔ مساحت یک شهرستان در ده سال. یکی از اهداف شبکهٔ سبز و آبی فرانسه (TVB یا طرح انسجام اکولوژیکی منطقه‌ای) محدود کردن این پدیده و کاهش پیامدهای آن است. از سال ۲۰۱۸، هدف مصنوعی‌سازی صفر خالص به عنوان یک نقشهٔ راه اصلی در مبارزه با مصنوعی‌سازی مطرح شده است.

## نمونه‌هایی از مصنوعی‌سازی

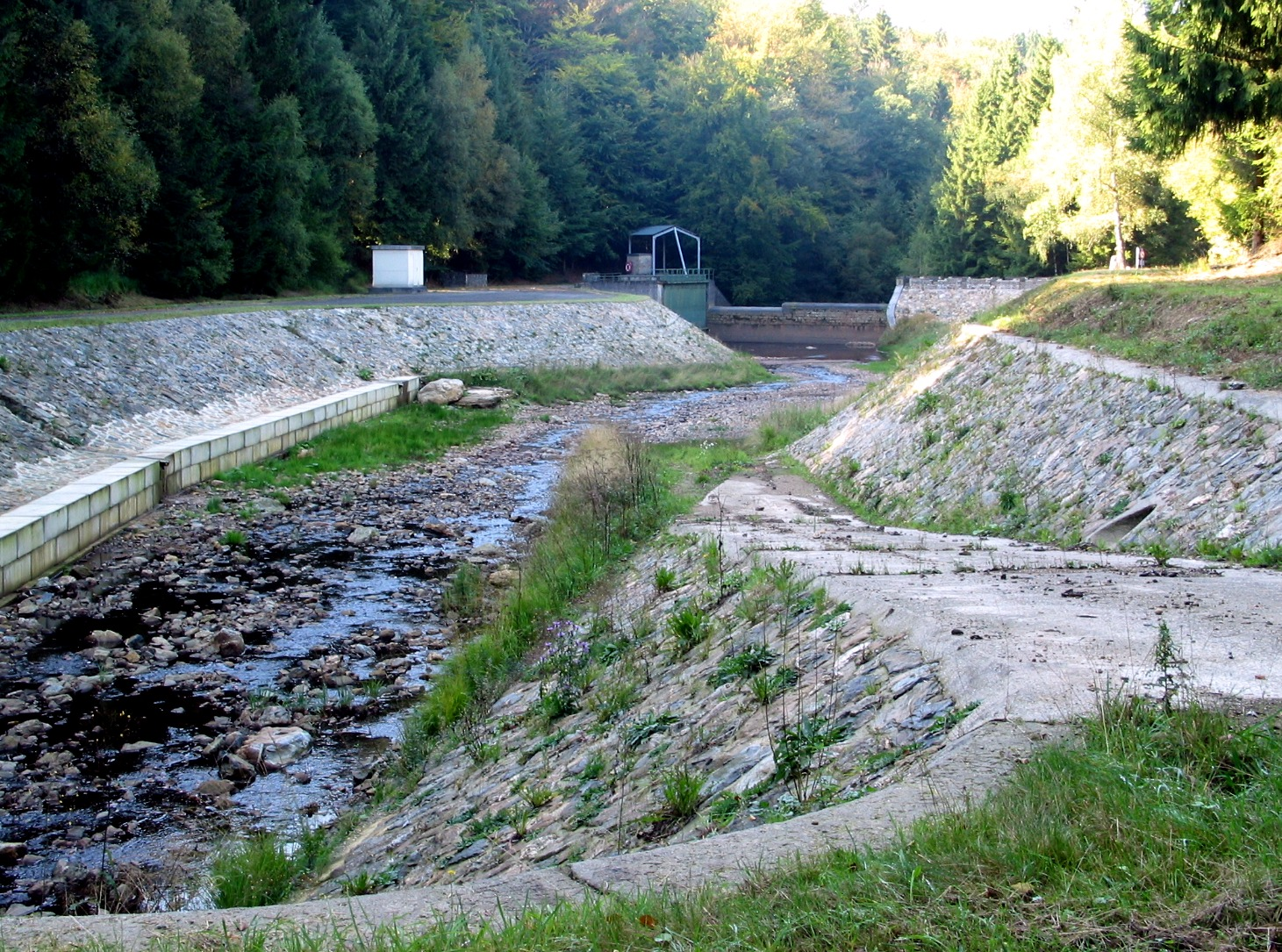
سامانه‌های رهکشی یکی از زیرساخت‌های طبیعی است که بیشتر در مناطق مسکونی و زراعی یا در جاهایی که سدهای بزرگ ساخته شده‌اند، مصنوعی‌سازی شده است.

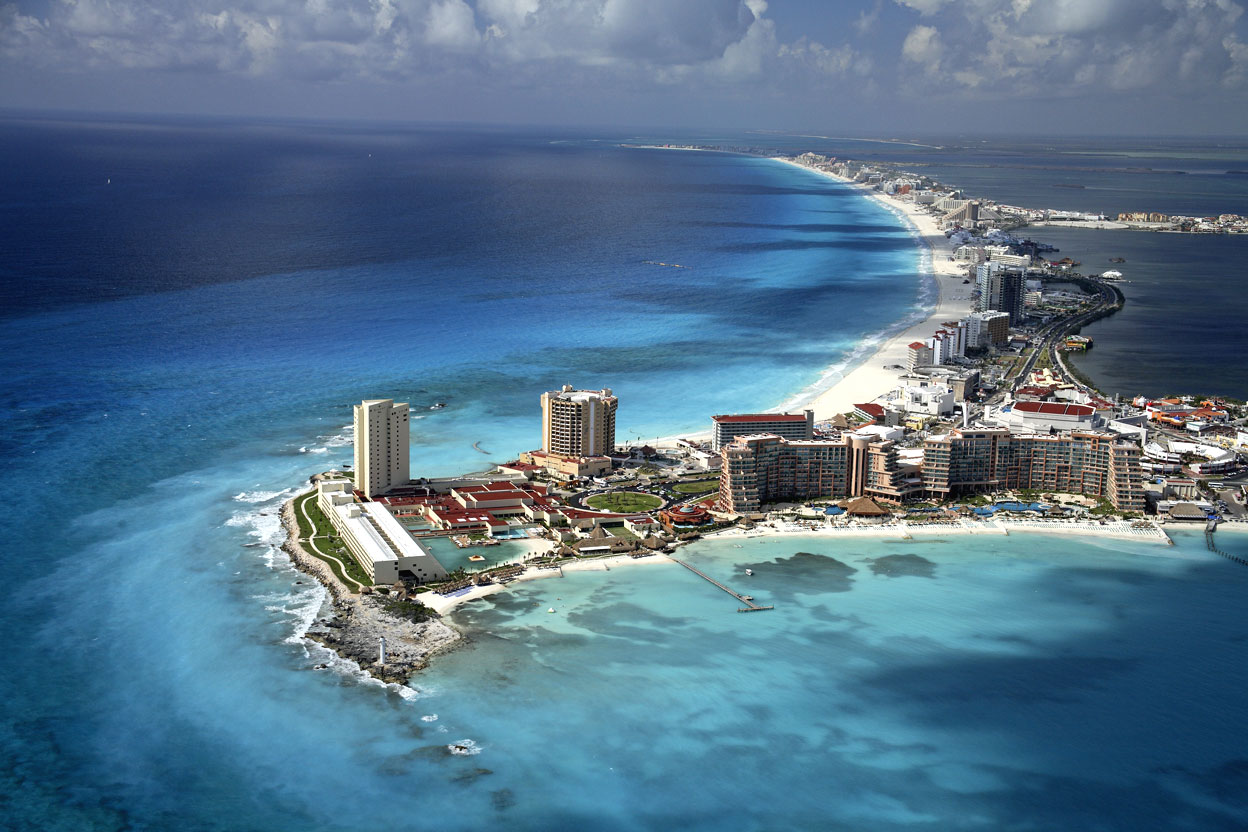
شهری شدن خط ساحلی در کانکون (مکزیک، ۲۰۰۸).

مناطقی که تحت تأثیر مصنوعی‌سازی قرار می‌گیرند عبارتند از:
- مناطق روستایی و مناطق کشاورزی (به ویژه هنگامی که در معرض کشاورزی صنعتی و فشرده قرار دارند). این امر همچنین در مورد چمنزارهایی صدق می‌کند که وقتی با مواد مغذی غنی می‌شوند یا با شخم کاشته می‌شوند، دیگر بخش زیادی از تنوع زیستی یک علفزار طبیعی را در خود جای نمی‌دهند؛[۳]
- برخی از محیط‌های جنگلی یا جنگل‌شناسی که در آنها تک‌کشتی‌ها انجام می‌شود (مزارع صنوبر، کائوچو، اکالیپتوس، نخل روغنی، شاخه‌زاد با تناوب کوتاه (SRC) یا بید و غیره، یا جنگل‌هایی که عمدتاً بر اساس اصل بازسازی مصنوعی کاشته یا مدیریت می‌شوند و به شدت توسط جاده‌ها، راه‌ها و مسیرها تکه‌تکه شده‌اند)؛[۴]
- آبراه‌هایی که توسط سدهای بزرگ کانال‌کشی و قطعه‌قطعه شده‌اند، تالاب‌های کشت‌شده (مثلاً شالیزارهای برنج)، تالاب‌های زهکشی‌شده یا حوضه‌های تالابی، زمین‌های پست و غیره؛[۵]
- خطوط ساحلی و مصب‌های آنها، که به‌طور فزاینده‌ای برای گردشگری، صنعت و حمل و نقل توسعه یافته‌اند: تخلیه به دریا، ساخت خاکریزها، کانال‌ها، بنادر، معادن زیر آب و غیره.[۶]

## گسترش و پیشرفت پدیده

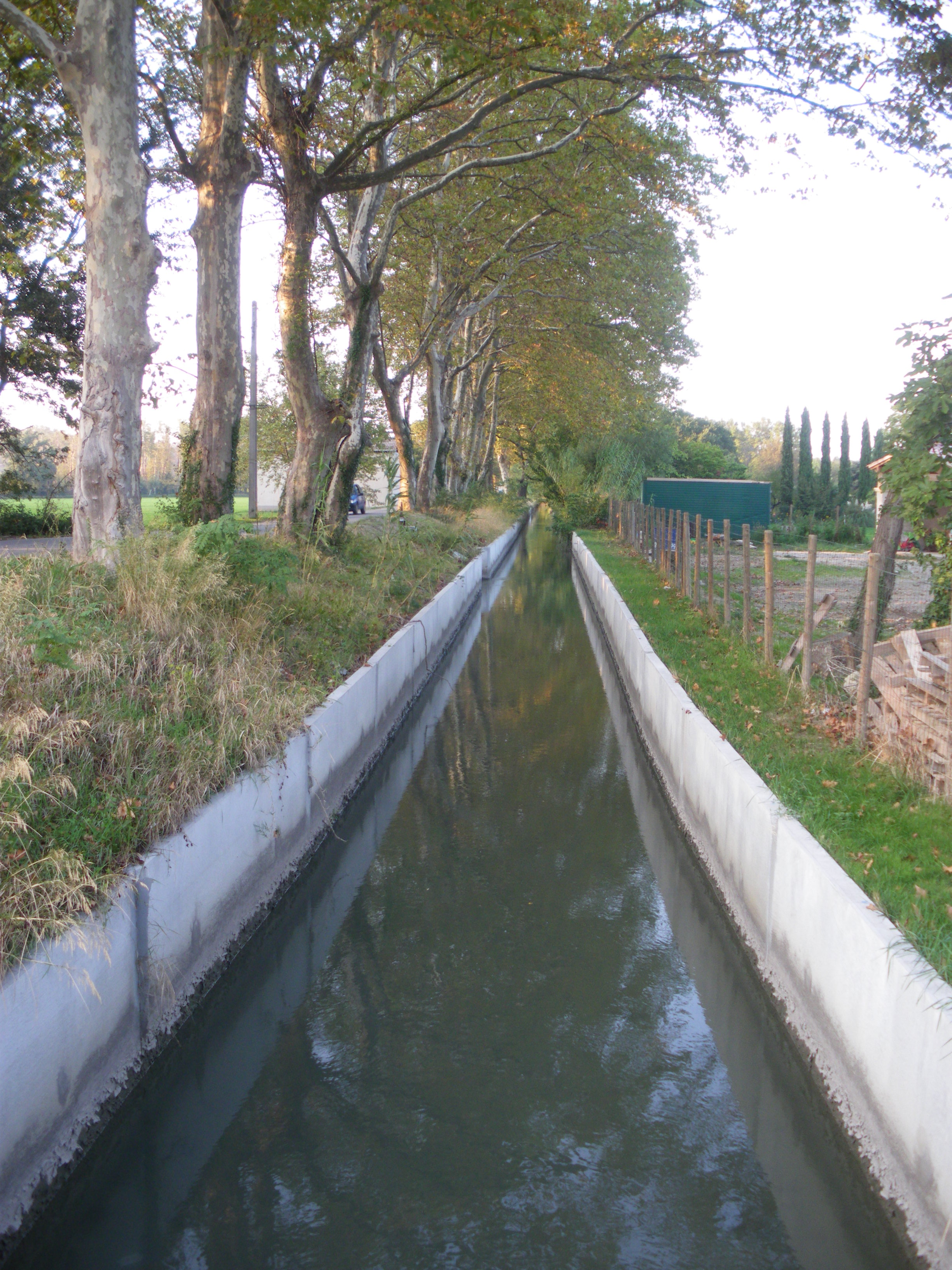
این نوع مصنوعی‌سازی محیط‌های آبی (کانال کریلون، وکلوز) آنها را برای بقای تعداد زیادی از گونه‌ها نامناسب می‌کند. آنها همچنین برای بسیاری از حیواناتی که در آنها می‌افتند، به تله تبدیل می‌شوند.

تا آنجا که به اثرات ژئومورفولوژیکی و زیرخاک مربوط می‌شود، مصنوعی‌سازی محیط زیست به‌طور متوسط در دوران ماقبل تاریخ آغاز شد: پاکسازی با آتش، سکونت و توسعه غارها، سکونتگاه‌های انسانی که به‌طور فزاینده‌ای ساکن و ساخته می‌شدند، حفر چاه در زیرخاک برای استخراج سنگ آتش‌زنه، سپس سیلوهای بذر و چاه‌ها یا دالان‌ها برای بهره‌برداری از رگه‌های سنگ معدن فلزی، از عصر برنز به بعد.
به دنبال آن، توسعه‌های بزرگ‌تری صورت گرفت که اغلب برای بهره‌برداری فشرده از آب رودخانه‌های بزرگ (نیل، دجله، فرات و …) طراحی شده بودند. در اروپا، سدهای سگ‌های آبی (و خود سگ‌های آبی که برای گوشت و خزشان شکار می‌شدند) که ذخایر آب و زیستگاه‌های باز ساحلی را حفظ می‌کردند، نابود شدند. در همان زمان، ساخت گدارها، سپس پل‌ها، خاکریزها، آسیاب‌ها و سیستم‌هایی برای مهار و تنظیم آبراه‌ها و گسترش زهکشی آغاز شد که در نهایت به دوره‌های عمده‌ای از خاک‌ریزی و غیره انجامید. در همان زمان، شهرنشینی در منطقه افزایش یافت. در همان زمان، شهرنشینی گسترش یافت و توسط شبکه‌های جاده‌ای و مراکز تجاری (مانند جادهٔ ابریشم) پشتیبانی می‌شد. زباله‌دان‌های اطراف شهرها پدیدار شدند و به تدریج در زیر گسترش شهر دفن شدند. گورستان‌ها، بناهای تاریخی و استحکامات (مثلاً دیوار بزرگ چین) با پاکسازی وسیع، تسطیح و خاکریزی (تراس‌ها، خاکریزها، مسیرهای فرورفته، حصارکشی‌ها) همراه هستند.